# سی‌اف‌ای‌وی گلنبروک (وای‌تی‌بی ۶۴۳)
سی‌اف‌ای‌وی گلنبروک (وای‌تی‌بی ۶۴۳) (به انگلیسی: CFAV Glenbrook (YTB 643)) یک کشتی است که طول آن ۲۸٫۹۵ متر (۹۵ فوت ۰ اینچ) می‌باشد. این کشتی در سال ۱۹۷۶ ساخته شد.